# Dương Văn Cảnh
Dương Văn Cảnh là kiểm sát viên cao cấp Việt Nam. Ông hiện giữ chức vụ Viện trưởng Viện kiểm sát nhân dân tỉnh Hưng Yên.

## Tiểu sử
Dương Văn Cảnh là đảng viên Đảng Cộng sản Việt Nam.
Tháng 7 năm 2012, Dương Văn Cảnh là Phó Viện trưởng Viện kiểm sát nhân dân tỉnh Hưng Yên.
Năm 2015, Dương Văn Cảnh trúng cử ủy viên Ban chấp hành Đảng bộ Đảng Cộng sản Việt Nam tỉnh Hưng Yên nhiệm kì 2015-2020.
Ngày 3 tháng 4 năm 2016, Dương Văn Cảnh, Viện trưởng Viện kiểm sát nhân dân tỉnh Hưng Yên, được trao quyết định bổ nhiệm chức danh kiểm sát viên cao cấp.
Ngày 27 tháng 4 năm 2016, Dương Văn Cảnh ứng cử đại biểu Hội đồng nhân dân tỉnh Hưng Yên nhiệm kỳ 2016 – 2021 tại đơn vị bầu cử số 11 (huyện Yên Mỹ gồm 9 xã Yên Phú, Yên Hòa, Hoàn Long, Đồng Than, Giai Phạm, Việt Cường, Thanh Long, Minh Châu và Ngọc Long).